# Obermarchtal
Obermarchtal je obec v zemském okrese Alba-Dunaj v Německu ve spolkové zemi Bádensko-Württembersko. Leží u Dunaje a na úpatí Švábské Alby.
Obermarchtal sousedí na severu s obcí Lauterach, na východě s obcí Untermarchtal a městem Munderkingen, na jihovýchodě s obcí Hausen am Bussen, na jihu s obcemi Uttenweiler a Unlingen a na západě s městem Riedlingen (poslední tři jsou v okrese Biberach), a na severozápadě s obcemi Emeringen a Rechtenstein.
V Obermarchtalu je muzeum a premonstrátský klášter s katedrálou a obcí prochází Dunajská cyklostezka.

### Externí odkazy

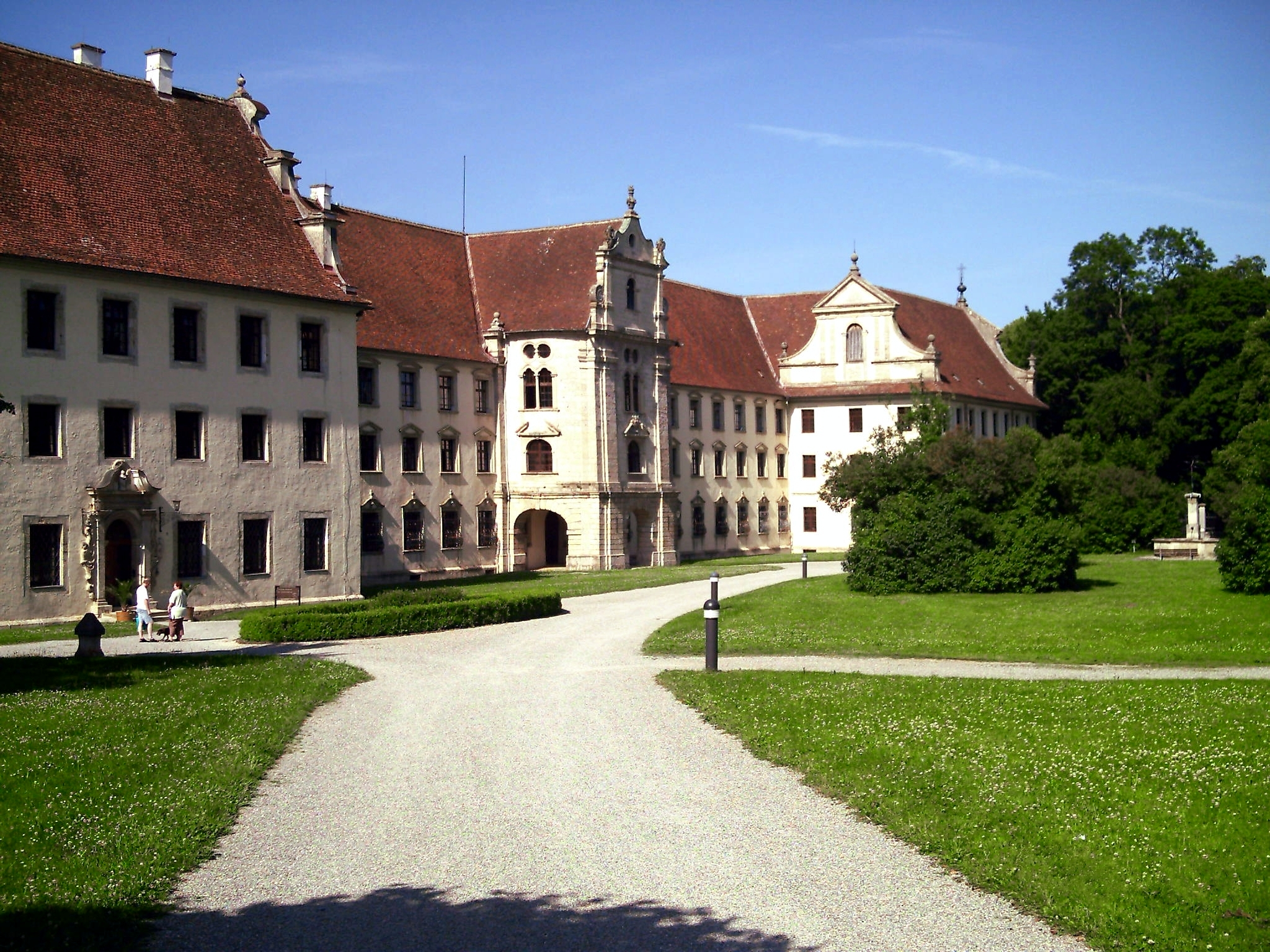
Klášter v Obermarchtalu